# Erika Araki
Erika Araki (荒木絵里香 Araki Erika, nascuda el 3 de agost de 1984 a Kurashiki, Okayama, Japó), va néixer el 3 de agost de 1984, és una jugadora de voleibol japonesa que va jugar en el club Toray Arrows.
El juliol de 2008, es va traslladar fins a Itàlia per jugar amb el Foppapedretti Bérgamo.

## Perfil
- El seu pare va ser un jugador de rugbi en la Universitat de Waseda, La seva mare era una professora de educació física.
- Ella era bona en la natació i en l'atletisme de nena.
- Ella es va convertir en jugadora de Voleibol als 10 anys, a aquesta edat ella tènia una altura de 180 cm, era la més alta de la seva escola.
- Mentre assistia a l'escola Seitoku Gakuen alta amb Kana Oyama, l'equip de Voleibol van ser campions nacionals de l'escola secundària.

## Clubs
- Seitokugakuen High School - Toray Arrows (2003-2008)
- Foppapedretti Bergamo (2008/09 - 2009/05)

## Selecció Nacional
- 2006: 6 º lloc en el Campionat Mundial al Japó
- 2007: 7 º lloc en la Copa del Món al Japó
- 2008: 5 º lloc en els Jocs Olímpics de Pequín